# مارغريت س. أندرسون
مارغريت س. أندرسون (بالإنجليزية: Margaret Caroline Anderson)‏ هي صحفية وكاتِبة أمريكية، ولدت في 24 نوفمبر 1886 في إنديانابوليس في الولايات المتحدة، وتوفيت في 19 أكتوبر 1973 في كان في فرنسا.

## وصلات خارجية
- مارغريت س. أندرسون على موقع الموسوعة البريطانية (الإنجليزية)
- مارغريت س. أندرسون على موقع إن إن دي بي (الإنجليزية)